# Аланна Бродерік
Аланна Бродерік (нар. 18 серпня 1980) — колишня ямайська тенісистка.
Найвищу одиночну позицію світового рейтингу — 724 місце досягла 1 листопада 2004, парну — 364 місце — 15 листопада 2004 року.
Здобула 4 парні титули туру ITF.
Завершила кар'єру 2014 року.

## Фінали ITF

### Парний розряд (4–2)
| Легенда          |
| ---------------- |
| Турніри $100,000 |
| Турніри $75,000  |
| Турніри $50,000  |
| Турніри $25,000  |
| Турніри $10,000  |

| Фінали за покриттям |
| ------------------- |
| Тверде (4–2)        |
| Ґрунт (0–0)         |
| Трава (0–0)         |
| Килим (0–0)         |

| Результат | Дата           | Категорія | Турнір                          | Покриття | Партнерка         | Суперниці                           | Рахунок     |
| --------- | -------------- | --------- | ------------------------------- | -------- | ----------------- | ----------------------------------- | ----------- |
| Перемога  | 30 червня 2003 | 10,000    | ITF Вако, США                   | Тверде   | Аша Ролле         | Кім Ніґґемаєр Сінтія Торторелла     | 7–6(7), 6–2 |
| Перемога  | 7 березня 2004 | 10,000    | ITF Бенін-Сіті, Нігерія         | Тверде   | Шанелль Схеперс   | Зузана Черна Франціска Ецель        | 6–2, 6–2    |
| Перемога  | 7 червня 2004  | 10,000    | ITF Алкобаса, Португалія        | Тверде   | Меган Мултон-Леві | Кріція Боргарелло Сільвія Дісдері   | 7–5, 6–1    |
| Поразка   | 14 червня 2004 | 10,000    | ITF Монтемор-у-Нову, Португалія | Тверде   | Меган Мултон-Леві | Фредеріка Пієдаде Алінор Трісеррі   | 6–4, 6–3    |
| Перемога  | 22 жовтня 2004 | 10,000    | ITF Лагос, Нігерія              | Тверде   | Суріна Де Беер    | Євгенія Савранська Karin Schlapbach | 7–5, 6–2    |
| Поразка   | 30 жовтня 2004 | 10,000    | ITF Лагос, Нігерія              | Тверде   | Суріна Де Беер    | Франціска Ецель Jennifer Schmidt    | 5–7, 2–6    |